# Ankara tava

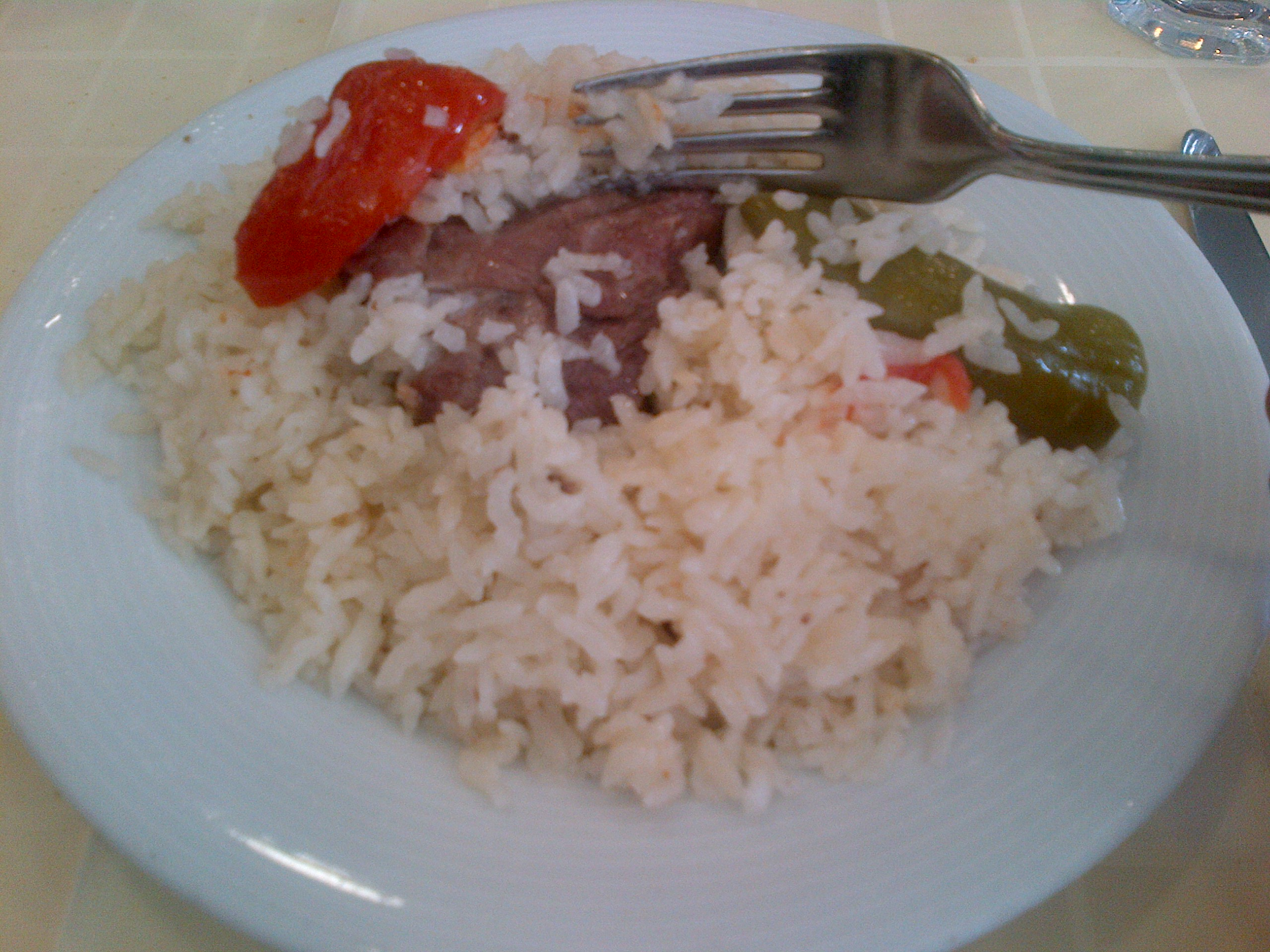
Ankara tava

Ankara tava es un plato de la cocina turca común a la capital de Turquía y la provincia de Ankara y alrededores.
Ankara tava es tanto un plato de carne como una variante de pilav (arroz a la turca) aunque no necesariamente lleve arroz. Se hace preferentemente con carne de cordero, aunque también con la de oveja o ternera y con las pepitas de pasta llamadas "arpa şehriye". A veces arpa şehriye se puede reemplazar con arroz o vermicelli tipo cabello de ángel llamado "tel şehriye".

## Influencia
Algunos creen que la comida biryani tiene relación con Ankara tava.